# 星くず兄弟の伝説 (映画)
『星くず兄弟の伝説』（ほしくずきょうだいのでんせつ）は、1985年（昭和60年）6月15日公開の日本映画である。

## 概要
「近田春夫&ハルヲフォン」解散後、ソロとなったミュージシャン・近田春夫が、1980年（昭和55年）10月25日に発表したスタジオ・アルバム『星くず兄弟の伝説』を原案に、手塚眞が監督した映画である。手塚は本作が商業映画の監督デビュー作である。
もともと近田が同アルバムを企画した際に、近田が偏愛する映画『ファントム・オブ・パラダイス』（監督ブライアン・デ・パルマ、1974年）を下敷きにした「架空のロック・ミュージカル映画のサントラ盤」として考えていた。したがって当時『星くず兄弟の伝説』なる映画は、近田の脳内にしか存在しなかったのであるが、アルバム発表の5年後に映画化が実現した。
主人公の「スターダスト・ブラザーズ」のシンゴ役とカン役に、「8 1/2」の久保田しんご（現久保田慎吾）と元東京ブラボーの高木一裕（現高木完）、マリモ役に戸川京子、虹カヲル役にDER ZIBETのISSAY、そしてアトミック南役には尾崎紀世彦が起用された。
脇役にも多彩な顔ぶれがそろえられ、上記以外にもミュージシャン（サンプラザ中野、高野寛、海琳正道、泉水敏郎、江蔵浩一、大木雄司、近田春夫、高木英一ら）、漫画家・イラストレーター（渡辺和博、永島慎二、モンキー・パンチ、高橋葉介、太田螢一）、小説家・構成作家等の著述家（石上三登志、景山民夫、高田文夫、中島らも、新井素子）、コピーライター（川崎徹、加藤文近）、映画監督（黒沢清）、特撮的な俳優（大村千吉、佐々木剛）らが出演している。ダンサーには、池田新一（現ラッキィ池田）と南潤子（現南流石）がいた。
プロデューサーに名を連ねた春田克典は、映画『俗物図鑑』（監督内藤誠、1982年）の製作を経て、アニメーション映画『少年ケニヤ』（監督大林宣彦、1984年）で大林の助監督をつとめたた人物で、現在アニメ製作会社・株式会社ハルフィルムメーカー代表取締役社長であり、高木英一は元近田春夫&ハルヲフォンのベーシストで近田の盟友であり、一瀬隆重は手塚同様自主制作8ミリ映画の監督から、本作のプロデュースをもって、商業映画のプロデューサーに転向した。
公開時には、本作の主演陣によるサウンドトラック・アルバム『「星くず兄弟の伝説」オリジナル・サウンド・トラック』が公開10日前の同年6月5日に、「スターダスト・ブラザーズ」名義のシングル『星くず兄弟の伝説』とともにリリースされた。
2002年（平成12年）9月27日、DVDが発売された。
2018年（平成30年）1月20日、続編映画『星くず兄弟の新たな伝説』が公開。

## あらすじ
シンゴとカンはライバル同士であったが、大プロデューサーのアトミック南にスカウトされ、2人組のミュージシャン「スターダスト・ブラザーズ」としてアトミック・プロからデビューする。アトミック・プロに所属する歌手志望の少女マリモはそんな2人のファンクラブ会長となる。
南の戦略は当たり、スターダスト・ブラザーズは瞬く間に人気スターとなり、シンゴとカンは調子に乗って実力も伴わずにやりたい放題で人気は下がり始める。マリモのほうが人気スターになり、いつしか2人とは立場が逆転していた。
南は手腕を買われ、ある政治家の子息・虹カヲルをデビューさせることになり、これにも成功。カヲルも人気スターの座につくが、カヲルはハンサムなその容貌と陰湿で屈折した性格をもっていた。マリモに惚れたカヲルは、マネージャーを使ってマリモをホテルに呼び出すが、シンゴとカンはマリモの救出に成功する。カヲルは私設ギャングを率いて3人を追い、カヲルはシンゴを銃で撃つ。弾丸は飛び出してきた南に命中してしまう。

## キャスト
- 久保田しんご （シンゴ）
- 高木一裕 （カン）
- 戸川京子 （マリモ）
- ISSAY （虹カヲル）
- 尾崎紀世彦 （アトミック南）

| - 渡辺和博 （清瀬） - 大村千吉 （中角） - 三谷昇 （曽根） - 横山あきお （三福） - サンプラザ中野 （ガードマンA） - 佐々木剛 （ガードマンB） - 石上三登志 （サロン「魚の目」のホスト） - 伊武雅刀 （謎の男 / 声） - 景山民夫 （アトミック・ギャング） - 高田文夫 （アトミック・ギャング） - 中島らも （アトミック・ギャング） - 長谷川徹 （美青年） - 高野寛 （シークレットサービス） - 白岩秀敏 / 加藤正樹 （ロンドンブーツ） - 大木雄司 / 伊藤絵理子 / 宮田繁男 （スーパカーズ） - 戸川純 （スターダストカーの美女） - 川崎徹 （CFディレクター） - 加藤文近 （CFクライント） - 森本レオ （買物袋の兄サン） - 新井素子 （プレゼンター） - 前田日明 （プロレスラー） | - 森田一義 （『笑っていいとも!』司会） - 島田紳助 （『ひょうきんベストテン』司会） - 山村美智子 （『ひょうきんベストテン』司会） - 三宅恵介 （テレビ局ディレクター） - 荻野繁 （テレビ局ディレクター） - 近田春夫 （おちぶれたミュージシャン） - 高木英一 （おちぶれたミュージシャン） - 永島慎二 （ゲイバーの客） - モンキー・パンチ （ゲイバーの客） - 高橋葉介 （ゲイバーの客） - 太田螢一 （サロン「魚の目」の客） - 海琳正道 （サロン「魚の目」の客） - 泉水敏郎 （サロン「魚の目」の客） - 黒沢清 （サロン「魚の目」の客） - 門田康治 （サロン「魚の目」の客） - 池田新一 （アトミックダンサー） - 赤塚美恵 （コーラスダンサー） - 五十嵐薫子 （コーラスダンサー） - 福島光輪子 （コーラスダンサー） - 南潤子 （コーラスダンサー） |

## スタッフ
- 監督: 手塚眞
- 原案: 近田春夫
- 脚本: 手塚眞
- 製作総指揮: 近田春夫
- プロデューサー: 春田克典 / 高木英一 / 一瀬隆重
- 撮影: 大沢栄一
- 照明: 吉山清二
- 録音: 矢込弘明
- 音楽: 近田春夫
- 美術: 藤田泰男
- 記録: 白鳥あかね
- 振付: 池田新一
- Ｂ班監督: 増井公二
- モンスターメイクアップ: 原口智生
- アニメーションキャラデザイン: 高橋葉介
- 衣裳制作: VIVA YOU / JUN MEN
- 配給: シネセゾン

## ビデオグラム
- 『星くず兄弟の伝説』（VHS、98分）、東映ビデオ、1985年7月21日
- 『星くず兄弟の伝説』（DVD、152分）、アップリンク、2002年9月27日

## 関連書籍
- 『星くず兄弟の伝説 フィルム・ストーリィ・ブック』、小学館、1985年1月 ISBN 4091708218
- 『星くず兄弟の伝説』、北吉洋一著、講談社X文庫、1985年7月 ISBN 406190034X

## 註
1. 1 2  石川誠壱のウェブサイト「近田春夫と私」の記述を参照。
2. ↑  石井博士ほか『日本特撮・幻想映画全集』勁文社、1997年、298頁。ISBN 4766927060。
3. ↑  “星くず兄弟の伝説 作品情報”. 映画の時間（ジョルダン）. 2023年1月10日閲覧。